# Lista di asteroidi

Asteroidi totali, numerati e denominati dal 1995 al 2019.

Di seguito una lista di asteroidi in ordine sequenziale.
Alla data del 22 giugno 2025 si contavano 811.552 asteroidi numerati su un totale di 1.455.523, dei quali solo 25.354 avevano una denominazione ufficiale definitiva.
La maggior parte di questi non mostrano particolari caratteristiche. Per una lista degli asteroidi più importanti si può consultare la voce correlata: Lista degli asteroidi principali.

## Lista di asteroidi
La lista viene divisa nelle seguenti sottopagine:
| 1-1000        | 10001-11000   | 20001-21000   | 30001-31000   | 40001-41000   | 50001-51000   | 60001-61000   | 70001-71000   | 80001-81000   | 90001-91000   |
| 1001-2000     | 11001-12000   | 21001-22000   | 31001-32000   | 41001-42000   | 51001-52000   | 61001-62000   | 71001-72000   | 81001-82000   | 91001-92000   |
| 2001-3000     | 12001-13000   | 22001-23000   | 32001-33000   | 42001-43000   | 52001-53000   | 62001-63000   | 72001-73000   | 82001-83000   | 92001-93000   |
| 3001-4000     | 13001-14000   | 23001-24000   | 33001-34000   | 43001-44000   | 53001-54000   | 63001-64000   | 73001-74000   | 83001-84000   | 93001-94000   |
| 4001-5000     | 14001-15000   | 24001-25000   | 34001-35000   | 44001-45000   | 54001-55000   | 64001-65000   | 74001-75000   | 84001-85000   | 94001-95000   |
| 5001-6000     | 15001-16000   | 25001-26000   | 35001-36000   | 45001-46000   | 55001-56000   | 65001-66000   | 75001-76000   | 85001-86000   | 95001-96000   |
| 6001-7000     | 16001-17000   | 26001-27000   | 36001-37000   | 46001-47000   | 56001-57000   | 66001-67000   | 76001-77000   | 86001-87000   | 96001-97000   |
| 7001-8000     | 17001-18000   | 27001-28000   | 37001-38000   | 47001-48000   | 57001-58000   | 67001-68000   | 77001-78000   | 87001-88000   | 97001-98000   |
| 8001-9000     | 18001-19000   | 28001-29000   | 38001-39000   | 48001-49000   | 58001-59000   | 68001-69000   | 78001-79000   | 88001-89000   | 98001-99000   |
| 9001-10000    | 19001-20000   | 29001-30000   | 39001-40000   | 49001-50000   | 59001-60000   | 69001-70000   | 79001-80000   | 89001-90000   | 99001-100000  |
|               |               |               |               |               |               |               |               |               |               |
| 100001-101000 | 110001-111000 | 120001-121000 | 130001-131000 | 140001-141000 | 150001-151000 | 160001-161000 | 170001-171000 | 180001-181000 | 190001-191000 |
| 101001-102000 | 111001-112000 | 121001-122000 | 131001-132000 | 141001-142000 | 151001-152000 | 161001-162000 | 171001-172000 | 181001-182000 | 191001-192000 |
| 102001-103000 | 112001-113000 | 122001-123000 | 132001-133000 | 142001-143000 | 152001-153000 | 162001-163000 | 172001-173000 | 182001-183000 | 192001-193000 |
| 103001-104000 | 113001-114000 | 123001-124000 | 133001-134000 | 143001-144000 | 153001-154000 | 163001-164000 | 173001-174000 | 183001-184000 | 193001-194000 |
| 104001-105000 | 114001-115000 | 124001-125000 | 134001-135000 | 144001-145000 | 154001-155000 | 164001-165000 | 174001-175000 | 184001-185000 | 194001-195000 |
| 105001-106000 | 115001-116000 | 125001-116000 | 135001-136000 | 145001-146000 | 155001-156000 | 165001-166000 | 175001-176000 | 185001-186000 | 195001-196000 |
| 106001-107000 | 116001-117000 | 126001-127000 | 136001-137000 | 146001-147000 | 156001-157000 | 166001-167000 | 176001-177000 | 186001-187000 | 196001-197000 |
| 107001-108000 | 117001-118000 | 127001-128000 | 137001-138000 | 147001-148000 | 157001-158000 | 167001-168000 | 177001-178000 | 187001-188000 | 197001-198000 |
| 108001-109000 | 118001-119000 | 128001-129000 | 138001-139000 | 148001-149000 | 158001-159000 | 168001-169000 | 178001-179000 | 188001-189000 | 198001-199000 |
| 109001-110000 | 119001-120000 | 129001-130000 | 139001-140000 | 149001-150000 | 159001-160000 | 169001-170000 | 179001-180000 | 189001-190000 | 199001-200000 |
|               |               |               |               |               |               |               |               |               |               |
| 200001-201000 | 210001-211000 | 220001-221000 | 230001-231000 | 240001-241000 | 250001-251000 | 260001-261000 | 270001-271000 | 280001-281000 | 290001-291000 |
| 201001-202000 | 211001-212000 | 221001-222000 | 231001-232000 | 241001-242000 | 251001-252000 | 261001-262000 | 271001-272000 | 281001-282000 | 291001-292000 |
| 202001-203000 | 212001-213000 | 222001-223000 | 232001-233000 | 242001-243000 | 252001-253000 | 262001-263000 | 272001-273000 | 282001-283000 | 292001-293000 |
| 203001-204000 | 213001-214000 | 223001-224000 | 233001-234000 | 243001-244000 | 253001-254000 | 263001-264000 | 273001-274000 | 283001-284000 | 293001-294000 |
| 204001-205000 | 214001-215000 | 224001-225000 | 234001-235000 | 244001-245000 | 254001-255000 | 264001-265000 | 274001-275000 | 284001-285000 | 294001-295000 |
| 205001-206000 | 215001-216000 | 225001-216000 | 235001-236000 | 245001-246000 | 255001-256000 | 265001-266000 | 275001-276000 | 285001-286000 | 295001-296000 |
| 206001-207000 | 216001-217000 | 226001-227000 | 236001-237000 | 246001-247000 | 256001-257000 | 266001-267000 | 276001-277000 | 286001-287000 | 296001-297000 |
| 207001-208000 | 217001-218000 | 227001-228000 | 237001-238000 | 247001-248000 | 257001-258000 | 267001-268000 | 277001-278000 | 287001-288000 | 297001-298000 |
| 208001-209000 | 218001-219000 | 228001-229000 | 238001-239000 | 248001-249000 | 258001-259000 | 268001-269000 | 278001-279000 | 288001-289000 | 298001-299000 |
| 209001-210000 | 219001-220000 | 229001-230000 | 239001-240000 | 249001-250000 | 259001-260000 | 269001-270000 | 279001-280000 | 289001-290000 | 299001-300000 |
|               |               |               |               |               |               |               |               |               |               |
| 300001-301000 | 310001-311000 | 320001-321000 | 330001-331000 | 340001-341000 | 350001-351000 | 360001-361000 | 370001-371000 | 380001-381000 | 390001-391000 |
| 301001-302000 | 311001-312000 | 321001-322000 | 331001-332000 | 341001-342000 | 351001-352000 | 361001-362000 | 371001-372000 | 381001-382000 | 391001-392000 |
| 302001-303000 | 312001-313000 | 322001-323000 | 332001-333000 | 342001-343000 | 352001-353000 | 362001-363000 | 372001-373000 | 382001-383000 | 392001-393000 |
| 303001-304000 | 313001-314000 | 323001-324000 | 333001-334000 | 343001-344000 | 353001-354000 | 363001-364000 | 373001-374000 | 383001-384000 | 393001-394000 |
| 304001-305000 | 314001-315000 | 324001-325000 | 334001-335000 | 344001-345000 | 354001-355000 | 364001-365000 | 374001-375000 | 384001-385000 | 394001-395000 |
| 305001-306000 | 315001-316000 | 325001-316000 | 335001-336000 | 345001-346000 | 355001-356000 | 365001-366000 | 375001-376000 | 385001-386000 | 395001-396000 |
| 306001-307000 | 316001-317000 | 326001-327000 | 336001-337000 | 346001-347000 | 356001-357000 | 366001-367000 | 376001-377000 | 386001-387000 | 396001-397000 |
| 307001-308000 | 317001-318000 | 327001-328000 | 337001-338000 | 347001-348000 | 357001-358000 | 367001-368000 | 377001-378000 | 387001-388000 | 397001-398000 |
| 308001-309000 | 318001-319000 | 328001-329000 | 338001-339000 | 348001-349000 | 358001-359000 | 368001-369000 | 378001-379000 | 388001-389000 | 398001-399000 |
| 309001-310000 | 319001-320000 | 329001-330000 | 339001-340000 | 349001-350000 | 359001-360000 | 369001-370000 | 379001-380000 | 389001-390000 | 399001-400000 |
|               |               |               |               |               |               |               |               |               |               |
| 400001-401000 | 410001-411000 | 420001-421000 | 430001-431000 | 440001-441000 | 450001-451000 | 460001-461000 | 470001-471000 | 480001-481000 | 490001-491000 |
| 401001-402000 | 411001-412000 | 421001-422000 | 431001-432000 | 441001-442000 | 451001-452000 | 461001-462000 | 471001-472000 | 481001-482000 | 491001-492000 |
| 402001-403000 | 412001-413000 | 422001-423000 | 432001-433000 | 442001-443000 | 452001-453000 | 462001-463000 | 472001-473000 | 482001-483000 | 492001-493000 |
| 403001-404000 | 413001-414000 | 423001-424000 | 433001-434000 | 443001-444000 | 453001-454000 | 463001-464000 | 473001-474000 | 483001-484000 | 493001-494000 |
| 404001-405000 | 414001-415000 | 424001-425000 | 434001-435000 | 444001-445000 | 454001-455000 | 464001-465000 | 474001-475000 | 484001-485000 | 494001-495000 |
| 405001-406000 | 415001-416000 | 425001-416000 | 435001-436000 | 445001-446000 | 455001-456000 | 465001-466000 | 475001-476000 | 485001-486000 | 495001-496000 |
| 406001-407000 | 416001-417000 | 426001-427000 | 436001-437000 | 446001-447000 | 456001-457000 | 466001-467000 | 476001-477000 | 486001-487000 | 496001-497000 |
| 407001-408000 | 417001-418000 | 427001-428000 | 437001-438000 | 447001-448000 | 457001-458000 | 467001-468000 | 477001-478000 | 487001-488000 | 497001-498000 |
| 408001-409000 | 418001-419000 | 428001-429000 | 438001-439000 | 448001-449000 | 458001-459000 | 468001-469000 | 478001-479000 | 488001-489000 | 498001-499000 |
| 409001-410000 | 419001-420000 | 429001-430000 | 439001-440000 | 449001-450000 | 459001-460000 | 469001-470000 | 479001-480000 | 489001-490000 | 499001-500000 |
|               |               |               |               |               |               |               |               |               |               |
| 500001-501000 | 510001-511000 | 520001-521000 | 530001-531000 | 540001-541000 | 550001-551000 | 560001-561000 | 570001-571000 | 580001-581000 | 590001-591000 |
| 501001-502000 | 511001-512000 | 521001-522000 | 531001-532000 | 541001-542000 | 551001-552000 | 561001-562000 | 571001-572000 | 581001-582000 | 591001-592000 |
| 502001-503000 | 512001-513000 | 522001-523000 | 532001-533000 | 542001-543000 | 552001-553000 | 562001-563000 | 572001-573000 | 582001-583000 | 592001-593000 |
| 503001-504000 | 513001-514000 | 523001-524000 | 533001-534000 | 543001-544000 | 553001-554000 | 563001-564000 | 573001-574000 | 583001-584000 | 593001-594000 |
| 504001-505000 | 514001-515000 | 524001-525000 | 534001-535000 | 544001-545000 | 554001-555000 | 564001-565000 | 574001-575000 | 584001-585000 | 594001-595000 |
| 505001-506000 | 515001-516000 | 525001-516000 | 535001-536000 | 545001-546000 | 555001-556000 | 565001-566000 | 575001-576000 | 585001-586000 | 595001-596000 |
| 506001-507000 | 516001-517000 | 526001-527000 | 536001-537000 | 546001-547000 | 556001-557000 | 566001-567000 | 576001-577000 | 586001-587000 | 596001-597000 |
| 507001-508000 | 517001-518000 | 527001-528000 | 537001-538000 | 547001-548000 | 557001-558000 | 567001-568000 | 577001-578000 | 587001-588000 | 597001-598000 |
| 508001-509000 | 518001-519000 | 528001-529000 | 538001-539000 | 548001-549000 | 558001-559000 | 568001-569000 | 578001-579000 | 588001-589000 | 598001-599000 |
| 509001-510000 | 519001-520000 | 529001-530000 | 539001-540000 | 549001-550000 | 559001-560000 | 569001-570000 | 579001-580000 | 589001-590000 | 599001-600000 |
|               |               |               |               |               |               |               |               |               |               |
| 600001-601000 | 610001-611000 | 620001-621000 | 630001-631000 | 640001-641000 | 650001-651000 | 660001-661000 | 670001-671000 | 680001-681000 | 690001-691000 |
| 601001-602000 | 611001-612000 | 621001-622000 | 631001-632000 | 641001-642000 | 651001-652000 | 661001-662000 | 671001-672000 | 681001-682000 | 691001-692000 |
| 602001-603000 | 612001-613000 | 622001-623000 | 632001-633000 | 642001-643000 | 652001-653000 | 662001-663000 | 672001-673000 | 682001-683000 | 692001-693000 |
| 603001-604000 | 613001-614000 | 623001-624000 | 633001-634000 | 643001-644000 | 653001-654000 | 663001-664000 | 673001-674000 | 683001-684000 | 693001-694000 |
| 604001-605000 | 614001-615000 | 624001-625000 | 634001-635000 | 644001-645000 | 654001-655000 | 664001-665000 | 674001-675000 | 684001-685000 | 694001-695000 |
| 605001-606000 | 615001-616000 | 625001-626000 | 635001-636000 | 645001-646000 | 655001-656000 | 665001-666000 | 675001-676000 | 685001-686000 | 695001-696000 |
| 606001-607000 | 616001-617000 | 626001-627000 | 636001-637000 | 646001-647000 | 656001-657000 | 666001-667000 | 676001-677000 | 686001-687000 | 696001-697000 |
| 607001-608000 | 617001-618000 | 627001-628000 | 637001-638000 | 647001-648000 | 657001-658000 | 667001-668000 | 677001-678000 | 687001-688000 | 697001-698000 |
| 608001-609000 | 618001-619000 | 628001-629000 | 638001-639000 | 648001-649000 | 658001-659000 | 668001-669000 | 678001-679000 | 688001-689000 | 698001-699000 |
| 609001-610000 | 619001-620000 | 629001-630000 | 639001-640000 | 649001-650000 | 659001-660000 | 669001-670000 | 679001-680000 | 689001-690000 | 699001-700000 |
|               |               |               |               |               |               |               |               |               |               |
| 700001-701000 | 710001-711000 | 720001-721000 | 730001-731000 | 740001-741000 | 750001-751000 | 760001-761000 | 770001-771000 | 780001-781000 | 790001-791000 |
| 701001-702000 | 711001-712000 | 721001-722000 | 731001-732000 | 741001-742000 | 751001-752000 | 761001-762000 | 771001-772000 | 781001-782000 | 791001-792000 |
| 702001-703000 | 712001-713000 | 722001-723000 | 732001-733000 | 742001-743000 | 752001-753000 | 762001-763000 | 772001-773000 | 782001-783000 | 792001-793000 |
| 703001-704000 | 713001-714000 | 723001-724000 | 733001-734000 | 743001-744000 | 753001-754000 | 763001-764000 | 773001-774000 | 783001-784000 | 793001-794000 |
| 704001-705000 | 714001-715000 | 724001-725000 | 734001-735000 | 744001-745000 | 754001-755000 | 764001-765000 | 774001-775000 | 784001-785000 | 794001-795000 |
| 705001-706000 | 715001-716000 | 725001-726000 | 735001-736000 | 745001-746000 | 755001-756000 | 765001-766000 | 775001-776000 | 785001-786000 | 795001-796000 |
| 706001-707000 | 716001-717000 | 726001-727000 | 736001-737000 | 746001-747000 | 756001-757000 | 766001-767000 | 776001-777000 | 786001-787000 | 796001-797000 |
| 707001-708000 | 717001-718000 | 727001-728000 | 737001-738000 | 747001-748000 | 757001-758000 | 767001-768000 | 777001-778000 | 787001-788000 | 797001-798000 |
| 708001-709000 | 718001-719000 | 728001-729000 | 738001-739000 | 748001-749000 | 758001-759000 | 768001-769000 | 778001-779000 | 788001-789000 | 798001-799000 |
| 709001-710000 | 719001-720000 | 729001-730000 | 739001-740000 | 749001-750000 | 759001-760000 | 769001-770000 | 779001-780000 | 789001-790000 | 799001-800000 |
|               |               |               |               |               |               |               |               |               |               |
| 800001-801000 | 810001-811000 |               |               |               |               |               |               |               |               |
| 801001-802000 | 811001-812000 |               |               |               |               |               |               |               |               |
| 802001-803000 |               |               |               |               |               |               |               |               |               |
| 803001-804000 |               |               |               |               |               |               |               |               |               |
| 804001-805000 |               |               |               |               |               |               |               |               |               |
| 805001-806000 |               |               |               |               |               |               |               |               |               |
| 806001-807000 |               |               |               |               |               |               |               |               |               |
| 807001-808000 |               |               |               |               |               |               |               |               |               |
| 808001-809000 |               |               |               |               |               |               |               |               |               |
| 809001-810000 |               |               |               |               |               |               |               |               |               |

## Convenzioni di numerazione e nomenclatura
Dopo la scoperta, gli asteroidi ricevono generalmente un nome convenzionale (designazione provvisoria, tipo "1989 AC"), quindi un numero sequenziale (ad esempio "4179") e infine (eventualmente) un nome (ad esempio "Toutatis").
Oggigiorno, gli asteroidi ricevono un numero solo dopo che l'orbita sia stata "precisamente" definita. Gli asteroidi la cui orbita non è ancora definita sono conosciuti esclusivamente con la loro designazione provvisoria.
Nei primi tempi questa regola non era sempre seguita, cosicché diversi asteroidi hanno ricevuto un "numero" ma sono stati successivamente "persi".
Molti di questi sono stati recentemente "riscoperti"; l'ultimo asteroide numerato e successivamente perso è stato 719 Albert.
Per tali ragioni la sequenza delle numerazioni segue solo approssimativamente la cronologia delle scoperte.
In alcuni casi estremi di asteroidi persi ci può essere anche una forte discordanza tra il numero e la data di scoperta, come ad esempio nel caso di  69230 Hermes, scoperto la prima volta nel 1937, e poi perso fino al 2003.
Solo dopo la riscoperta e la definizione dell'orbita viene infatti assegnato un numero; prima di ciò l'asteroide Hermes era conosciuto semplicemente con la designazione provvisoria "1937 UB".
Solo dopo che l'asteroide ha ricevuto un numero sequenziale può ricevere un nome (Hermes rappresenta in ciò un'eccezione) e in genere possono anche passare diversi anni prima che ciò accada.
In particolare negli ultimi anni, con programmi di scansione e scoperta automatizzati come LINEAR, il ritmo delle nuove scoperte è aumentato tanto che, probabilmente, solo molto difficilmente si riuscirà a dare un nome a tutti gli asteroidi.
In alcuni rari casi, oggetti molto particolari possono ricevere un nome prima che questo venga numerato; un esempio recente è quello di 90377 Sedna.